# R136a1
R136a1 je najmasivnejša zvezda, ki so jo odkrili do sedaj, z 265 Sončevimi masami, ter tudi zvezda z največjim absolutnim izsevom, enakim 10.000.000 Sončevega. Leži v nadkopici R136 blizu kompleksa 30 Zlate ribe (30 Dor) (znanem kot Tarantela) v Velikem Magellanovem oblaku. Maso zvezde so določili astronomi z Univerze v Sheffieldu.